# Imponente y valiente
«Impresionante y Valiente» o «Imponente y Valiente» («Stunning and Brave» como título original) es el primer episodio de la decimonovena temporada de la serie animada South Park, y el episodio N.º 258 en general, escrita y dirigida por el cocreador de la serie Trey Parker. El episodio se estrenó en Comedy Central el miércoles 16 de septiembre de 2015. El episodio parodia principalmente los guerreros de justicia social y de lo políticamente correcto dentro de la sociedad con un enfoque en la aceptación de Caitlyn Jenner. El episodio también satiriza a Tom Brady, jugador de fútbol americano.

## Argumento
El Sr. Mackey hace una convocatoria a los padres y estudiantes de la primaria de South Park dentro de la cafetería escolar, para anunciar que la directora Victoria ha sido despedida por violación de las reglas internas de la institución, siendo reemplazada por el Director PC, un hombre universitario musculoso y agresivo que promete cambiar la escuela primaria de South Park y dar a conocer su racismo y los prejuicios. 
El Director PC otorga a Kyle con 2 semanas de castigo por decir que Caitlyn Jenner no es una heroína, Kyle y su padre Gerald fueron llamados a la dirección, y cuando se refiere a Jenner como Bruce Jenner, el director se enfurece de manera que ellos abandonaron la oficina. Cuando Gerald, Randy Marsh, Stuart McCormick y otros hablan críticamente de Jenner en un bar de la universidad, que se enfrentan a un grupo de hombres universitarios políticamente correctos que insisten en que Jenner es impresionante y valiente. Los hombres universitarios y el director PC deciden formar una casa de fraternidad. 
En la escuela, Kyle, Stan, Kenny y Butters convencen a Eric Cartman a formar un plan para sacar al director PC de la dirección general, ya que había recibido 4 días de castigo por difamar a una compañera de clase, Kyle le sugiere a Cartman que se ponga en posición de Tom Brady (su ídolo) para que así se enfrentara al director PC quitándole los días de castigo, Cartman se encuentra con el director en el baño de profesores y usa la ropa interior de Butters para tratar de incriminarlo por el abuso de menores, pero es hospitalizado después que el director lo golpeó de manera violenta por emplear el lenguaje políticamente incorrecto.
Randy molestó por las fiestas nocturnas y constantes va a la casa de la fraternidad para quejarse y se comprometió de forma inadvertida en el grupo de aspirantes con la ayuda de bebidas alcohólicas. En el hospital, Cartman se ha dispuesto a rendirse y aceptar que él y el resto de la pandilla son intolerantes, pero Kyle se niega a aceptar eso y es firme en su posición de que Jenner no es una buena persona. El director PC dentro de la casa de fraternidad trata de enseñarle a Randy lo que es ser políticamente correcto y frenar los privilegios de las demás personas. 
Kyle dormido en su habitación fue despertado por la pandilla PC incluido a Randy que aprendió a frenar los privilegios, ellos huyen y Kyle ve su habitación llena de cerdos pintados con la palabra "intolerante". Después Cartman aún en el hospital, sueña que es Tom Brady, Roger Goodell y Bill Belichick, todos al mismo tiempo, con Brady evadir las consecuencias de sus actos durante el escándalo Deflategate, Cartman se compromete con Butters que no volverá a ser el mismo de siempre y comenzará una nueva vida. 
Después de una novatada, Kyle pide a Stan para que Randy y su pandilla PC dejen de agredirlo. Cuando Butters le dice a Cartman que Kyle es ahora el principal objetivo de los miembros de la fraternidad PC, Cartman decide acabar con toda la gente PC. Cartman y otros (niños refugiados sirios, Jared Fogle y mujeres embarazadas mexicanas) montan un asalto a la casa de la fraternidad, pero Kyle interrumpe, llamando públicamente que Caitlyn Jenner es un heroína y valiente, todos aplauden a Kyle. 
Al final el Director PC felicita a Randy por haber frenado los privilegios. Los chicos que han sido regañados admiten que PC se quede, como Kyle observa que la única persona que parece haber salido victorioso fue Cartman que luego fue a revolcarse con su esposa virtual.

## Recepción
El episodio recibió críticas positivas. IGN's Max Nicholson le dio al episodio un 7,8 sobre 10 y declaró "El episodio de South Park que adquirió la corrección política con ingenio mordaz y momentos verdaderamente indignante".
Chris Longo del Den de Geek calificó 3.5 de 5 estrellas, y dijo en su reseña que "es fácil que se fuera con ganas de más a partir de este episodio, aunque me pareció que el mensaje era el sonido". 
La escritora de The AV Club, Dan Caffrey le dio una calificación de B- a la episodio y dijo: "Si bien la idea de equiparar la mentalidad de la multitud cada vez mayor de la policía de PC con una fraternidad infierno de fondos es divertido al principio, la comparación en definitiva termina siendo contundente, repetitivo, y unilateral".
Jonathon Dornbush de Entertainment Weekly escribió que el espectáculo "señala con el dedo a las faltas de todos los demás en ambos lados de la discusión PC. Y, si".
'Impresionante y valiente' es una indicación, el programa continuará a hacerlo sin dejar de ser divertido ".
Matt Dolloff elogió escena del sueño de Cartman como "hilarante" y lo describió como la mejor parte del episodio.